# Nusenna
Nusenna è una frazione del comune italiano di Gaiole in Chianti, nella provincia di Siena, in Toscana.

## Geografia fisica
La frazione di Nusenna è situata all'estremità orientale del territorio comunale di Gaiole in Chianti, al confine con la provincia di Arezzo, sulle alture di Monte Luco (832 m). Posta a circa 8 km dal capoluogo e a 22 km da Siena, confina a nord con Starda, a nord-est con Mercatale Valdarno, a sud con San Vincenti e ad ovest con Castagnoli.

## Storia
Il territorio di Nusenna risulta abitato sin dal periodo etrusco, come testimonia il toponimo stesso, di derivazione etrusca (Osinna). Il borgo nacque in epoca medievale, sede di parrocchia intitolata ai Santi Giusto e Clemente e parte del piviere di San Pietro a Presciano.
Nel 1551 la frazione contava 104 abitanti, poi calati a 90 nel censimento del 1745. Nel 1833 si conta invece a Nusenna una comunità di 116 abitanti.

## Monumenti e luoghi d'interesse
Al centro del paese sorge la chiesa parrocchiale dei Santi Giusto e Clemente, in stile neoromanico. La chiesa originaria del borgo, risalente al Medioevo, fu demolita ed interamente ricostruita in stile nel 1933. Annessa alla chiesa, si trova la canonica, che custodisce alcune opere pittoriche del XVII e XVIII secolo provenienti dalla vecchia chiesa. La parrocchia di Nusenna fa parte della diocesi di Arezzo-Cortona-Sansepolcro.
Nusenna è servita inoltre di un proprio cimitero.

## Geografia antropica
La frazione si estende su un territorio di 102 abitanti e comprende il centro abitato di Nusenna (561 m s.l.m., 41 abitanti) e le piccole località di Casalmori e Castellina di Nusenna.

## Galleria d'immagini

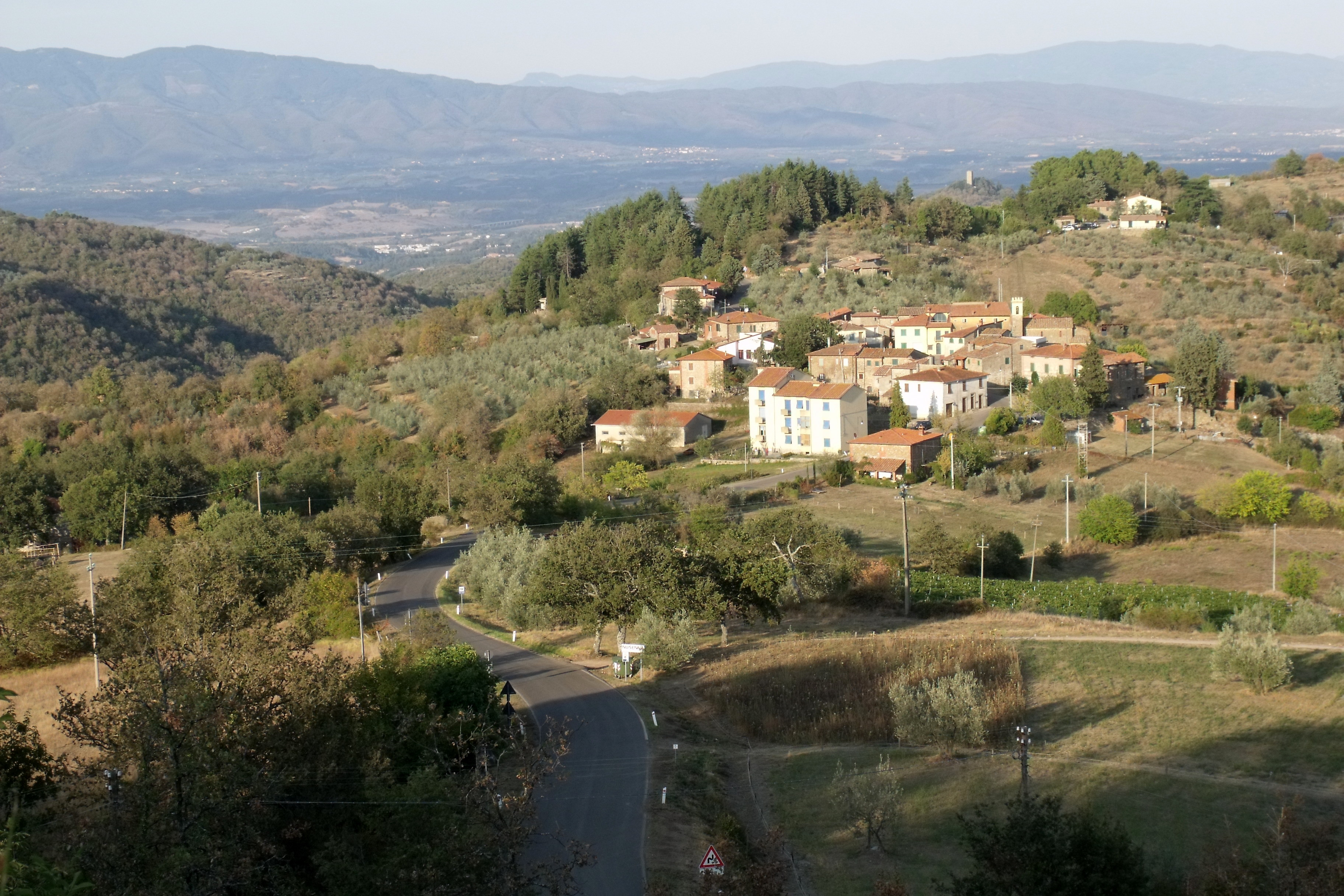
Panorama di Nusenna da ovest
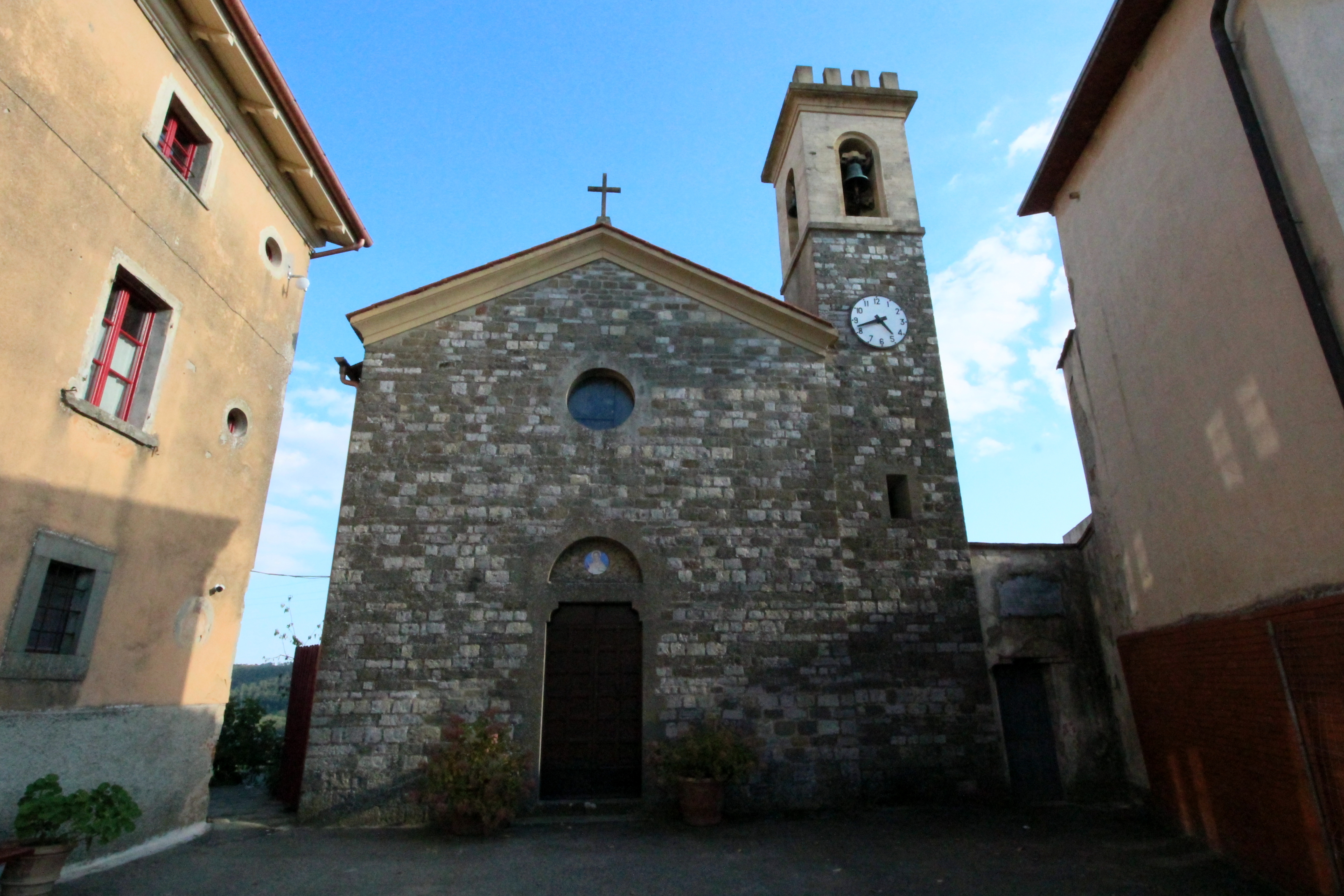
La chiesa dei Santi Giusto e Clemente